# Oxytropis cachemiriana
Oxytropis cachemiriana är en ärtväxtart som beskrevs av Jacques Cambessèdes. Oxytropis cachemiriana ingår i släktet klovedlar, och familjen ärtväxter. Inga underarter finns listade i Catalogue of Life.